# Пшистроне (Великопольське воєводство)
Пшистроне (пол. Przystronie) — село в Польщі, у гміні Сомпольно Конінського повіту Великопольського воєводства.
Населення — 129 осіб (2011).

## Демографія
Демографічна структура станом на 31 березня 2011 року:
|          | Загалом | Допрацездатний вік | Працездатний вік | Постпрацездатний вік |
| -------- | ------- | ------------------ | ---------------- | -------------------- |
| Чоловіки | 62      | 11                 | 48               | 3                    |
| Жінки    | 67      | 13                 | 43               | 11                   |
| Разом    | 129     | 24                 | 91               | 14                   |